# Les violetes son blaves
Les violetes son blaves (títol original: Violets Are Blue) és un drama romàntic estatunidenc del 1986 de la  Columbia Pictures, protagonitzat per Sissy Spacek i Kevin Kline. Va ser dirigida pel marit de Spacek, Jack Fisk, que anteriorment havia treballat amb ella en el fil de 1981 Raggedy Man. Ha estat doblada al català.

## Argument
Després de quinze anys de viatjar al voltant del món, una fotògrafa famosa anomenada Gussie (Spacek) retorna al poble costaner de Maryland on va créixer. Troba  el seu amor de l'institut Henry (Kline), ara casat i portant el diari local que ha heretat del seu pare. Aviat més que tard, comença un incòmode i tensionat idil·li.

## Repartiment
- Sissy Spacek: Gussie Sawyer
- Kevin Kline: Henry Squires
- Bonnie Bedelia: Ruth Squires
- John Kellogg: Ralph Sawyer
- Jim Standiford: Addy Squires
- Augusta Dabney: Ethel Sawyer
- Kate McGregor-Stewart:Sara Mae
- Annalee Jeffries: Sally
- Mike Starr: Tony
- Adrian Sparks: George